# Joseph Bayerle
Joseph Bayerle SVD (* 15. März 1899 in Ludwigshafen am Rhein; † 23. April 1941 bei Chengwu, Provinz Shandong, China) war ein deutscher römisch-katholischer Geistlicher, Steyler Missionar und Märtyrer. 

## Leben
Joseph Bayerle, einziger Sohn eines Postbeamten, trat nach dem Abitur am 29. September 1921 bei den Steyler Missionaren ein, studierte in St. Wendel und im Missionshaus St. Gabriel in Mödling und wurde dort am 26. Mai 1927 zum Priester geweiht. Noch im selben Jahr reiste er in die China-Mission im Süden der Provinz Shandong und wurde Kaplan in Kinsiang (50 Kilometer südwestlich Jining). Später wirkte er in anderen Bezirken des Bistums Heze. Ab Januar 1938 sorgte das Vorrücken der Japaner für instabile Verhältnisse. Im April 1941 wurde er bei Chengwu (Heze (Shandong)) von einheimischen Partisanen erschossen.

## Gedenken
Die Römisch-katholische Kirche in Deutschland nahm Pater Joseph Bayerle als Märtyrer in das deutsche Martyrologium des 20. Jahrhunderts auf.